# 盧古魯貢布
盧古魯甘布（Lougourougoumbou）是馬里中部的城鎮，由莫普提區邦賈加拉省管轄，離邦賈加拉東北約17公里，面積1平方公里，2010年人口估計600至700。
14°41′49″N 3°45′55″W / 14.69694°N 3.76528°W